# Sivorumena mraznica
Sivorumena mraznica (znanstveno ime Armillaria mellea) je gliva iz rodu mraznic (Armillaria).

## Značilnosti
Klobuk je gladek s premerom od 3 do 15 cm. Najprej je konveksen, s starostjo se splošči, a obdrži dvignjeno grbico na sredini. Ko je površina klobuka mokra postane lepljiva. Po navadi je medene barve, a je precej spremenljivega videza in ima včasih v bližini središča nekaj temnih radialno razporejenih dlakavih lusk.
Lističi so najprej beli, s starostjo včasih postanejo rožnato rumeni. So široki in razmaknjeni, na bet so pritrjeni pod pravim kotom.
Bet je lahko visok do 20 cm in širok do 3,5 cm. Sprva je vlaknast in čvrste gobaste konsistence, kasneje se izvotli. Je valjast in se zoži do točke na svojem dnu, kjer se zlije z beti drugih gob v šopku. Na zgornjem koncu je belkast, spodaj pa rjavkasto rumene barve, pogosto z zelo temno obarvano podlago. Na zgornjem delu beta je pritrjen širok, obstojen, koži podoben obroč. Ta ima žameten rob, na spodnji strani rumenkaste dlačice ter sega navzven kot bela tančica, ki v mladosti ščiti lističe.
Meso klobuka je belkasto, sladkastega vonja in okusa s pridihom grenkobe.
Micelij je bioluminscenten med aktivno rastjo in se združuje v črne rizomorfe, ki se lahko širijo na velike razdalje.

## Razširjenost in življenjski prostor
Je zelo pogosta goba. Raste od jeseni do zime kot zajedalec na listnatem in iglastem drevju.

## Mikroskopske značilnosti
Trosni prah je bel. Trosi prozorni, gladki, neamiloidni in merijo: 7-10 x 5-7 µm.

## Podobne vrste
- ostale glive iz rodu mraznic, ki so vse pogojno užitne
- hrapavi luskinar (Pholiota squarrosa) raste v šopih na lesu, a je grenek in ima rumeno rjav trosni prah
- obrobljena kučmica (Galerina marginata) je zelo strupena in ravno tako raste v skupinah na štorih, a nima luskic na klobuku in ima rjav trosni prah.

## Strupenost
Pogojno užitna. Zelo priljubljena goba, a je surova škodljiva. Pred uporabo jo je potrebno prekuhati in vodo odliti. Zelo primerna za vlaganje.

## Galerija slik
- ilustracija
- mlade gobe
- zrele gobe
- rizomorfe
- trosi